# Natação nos Jogos Olímpicos de Verão de 2012 - 400 m medley feminino

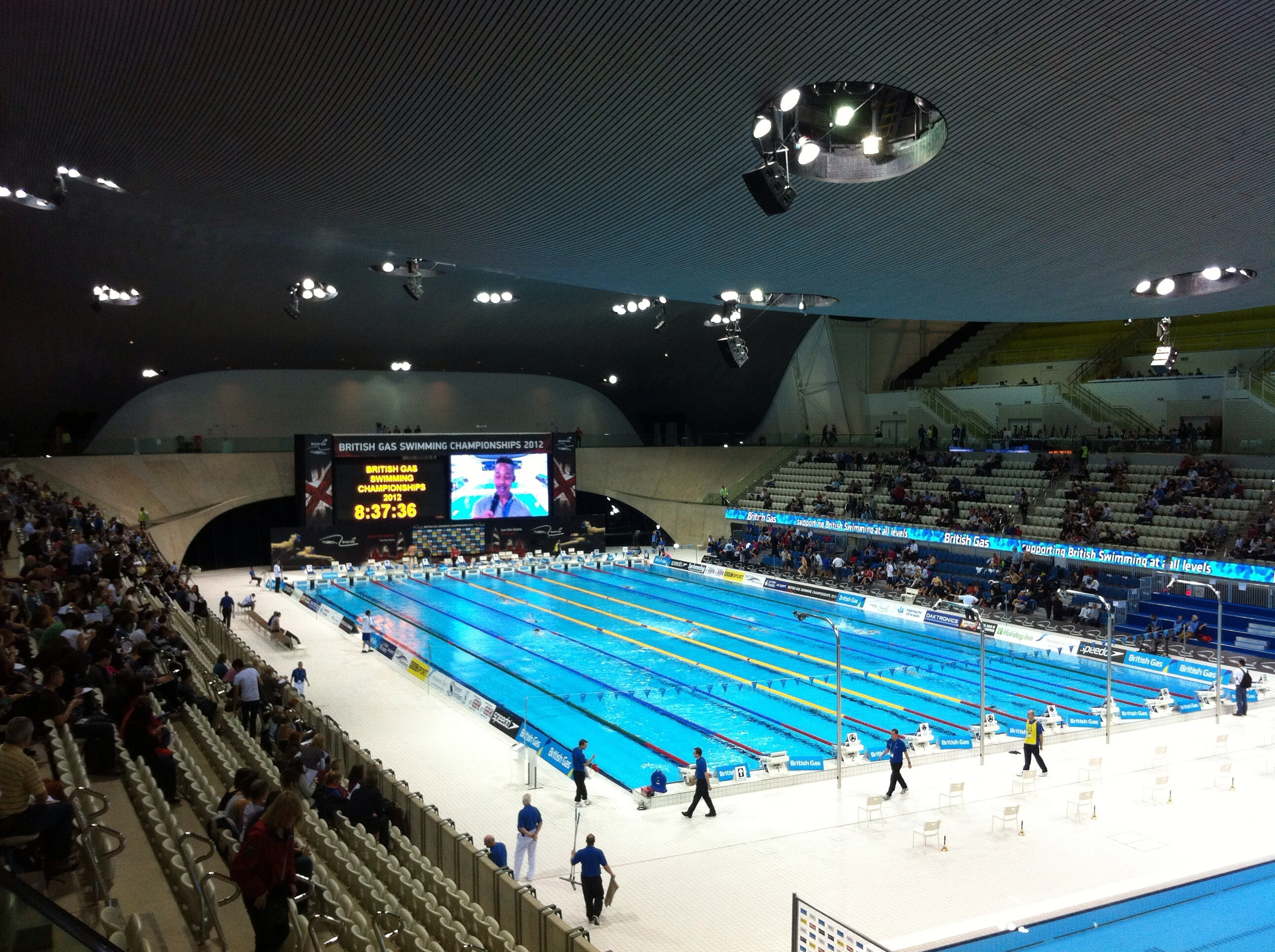
Centro aquático durante o Campeonato Britânico em março de 2012.

A competição dos 400 metros medley feminino da natação nos Jogos Olímpicos de Verão de 2012 foi disputada no dia 28 de julho no Centro Aquático de Londres.

## Medalhistas
| Ouro   | CHN Ye Shiwen        |
| Prata  | USA Elizabeth Beisel |
| Bronze | CHN Li Xuanxu        |

## Recordes
Antes desta competição, os recordes mundiais e olímpicos da prova eram os seguintes:
| Tipo | Atleta         | Tempo   | Local  | Data                 |
| ---- | -------------- | ------- | ------ | -------------------- |
|      | Stephanie Rice | 4:29.45 | Pequim | 10 de agosto de 2008 |
|      | Stephanie Rice | 4:29.45 | Pequim | 10 de agosto de 2008 |

Os seguintes recordes mundiais ou olímpicos foram estabelecidos durante esta competição:
| Data        | Evento | Atleta        | Tempo   | Notas |
| ----------- | ------ | ------------- | ------- | ----- |
| 28 de julho | Final  | CHN Ye Shiwen | 4:28.43 | ,     |

## Resultados

### Eliminatórias
| Pos. | Elim. | Raia | Nadadora             | CON                 | Tempo   | Notas            |
| ---- | ----- | ---- | -------------------- | ------------------- | ------- | ---------------- |
| 1    | 5     | 4    | Elizabeth Beisel     | USA Estados Unidos  | 4:31.68 | Q                |
| 2    | 3     | 5    | Ye Shiwen            | CHN China           | 4:31.73 | Q                |
| 3    | 3     | 4    | Katinka Hosszú       | HUN Hungria         | 4:33.77 | Q                |
| 4    | 5     | 5    | Li Xuanxu            | CHN China           | 4:34.28 | Q                |
| 5    | 5     | 3    | Mireia Belmonte      | ESP Espanha         | 4:34.70 | Q                |
| 6    | 4     | 4    | Hannah Miley         | GBR Grã-Bretanha    | 4:34.98 | Q                |
| 7    | 4     | 5    | Stephanie Rice       | AUS Austrália       | 4:35.76 | Q                |
| 8    | 4     | 3    | Caitlin Leverenz     | USA Estados Unidos  | 4:36.09 | Q                |
| 9    | 3     | 3    | Zsuzsanna Jakabos    | HUN Hungria         | 4:37.37 |                  |
| 10   | 5     | 1    | Anja Klinar          | SLO Eslovênia       | 4:38.20 |                  |
| 11   | 5     | 2    | Aimee Willmott       | GBR Grã-Bretanha    | 4:38.87 |                  |
| 12   | 4     | 6    | Miyu Otsuka          | JPN Japão           | 4:39.13 |                  |
| 13   | 5     | 6    | Blair Evans          | AUS Austrália       | 4:40.42 |                  |
| 14   | 4     | 7    | Stina Gardell        | SWE Suécia          | 4:41.33 |                  |
| 15   | 3     | 6    | Barbora Zavádová     | CZE República Checa | 4:41.84 |                  |
| 16   | 4     | 2    | Kathryn Meaklim      | RSA África do Sul   | 4:43.46 |                  |
| 17   | 2     | 5    | Kim Seo-Yeong        | KOR Coreia do Sul   | 4:43.99 |                  |
| 18   | 5     | 7    | Lara Grangeon        | FRA França          | 4:44.28 |                  |
| 19   | 3     | 8    | Natalie Wiegersma    | NZL Nova Zelândia   | 4:44.78 |                  |
| 20   | 3     | 2    | Miho Takahashi       | JPN Japão           | 4:45.10 |                  |
| 21   | 2     | 4    | Stephanie Horner     | CAN Canadá          | 4:45.49 |                  |
| 22   | 4     | 1    | Stefania Pirozzi     | ITA Itália          | 4:45.61 |                  |
| 23   | 4     | 8    | Jördis Steinegger    | AUT Áustria         | 4:45.80 |                  |
| 24   | 3     | 7    | Yana Martynova       | RUS Rússia          | 4:45.94 |                  |
| 25   | 3     | 1    | Claudia Dasca Romeu  | ESP Espanha         | 4:46.80 |                  |
| 26   | 2     | 7    | Hanna Dzerkal        | UKR Ucrânia         | 4:48.19 |                  |
| 27   | 2     | 6    | Andreina Pinto       | VEN Venezuela       | 4:48.64 |                  |
| 28   | 1     | 3    | Nguyễn Thị Ánh Viên  | VIE Vietnã          | 4:50.32 |                  |
| 29   | 1     | 4    | Susana Escobar       | MEX México          | 4:50.57 |                  |
| 30   | 2     | 8    | Sara Nordenstam      | NOR Noruega         | 4:51.28 |                  |
| 31   | 2     | 1    | Karolina Szczepaniak | POL Polônia         | 4:52.50 |                  |
| 32   | 2     | 2    | Sara El Bekri        | MAR Marrocos        | 4:53.21 |                  |
| 33   | 1     | 5    | Noora Laukkanen      | FIN Finlândia       | 4:53.54 |                  |
| 34   | 2     | 3    | Georgina Bardach     | ARG Argentina       | 4:57.31 |                  |
| 35   | 1     | 6    | Anum Bandey          | PAK Paquistão       | 5:34.64 | Recorde nacional |
| 036  | 5     | 8    | Joanna Maranhão      | BRA Brasil          | DNS     |                  |

### Final
| Pos.              | Raia | Nadadora         | CON                | Tempo   | Notas           |
| ----------------- | ---- | ---------------- | ------------------ | ------- | --------------- |
| Medalha de ouro   | 5    | Ye Shiwen        | CHN China          | 4:28.43 | Recorde mundial |
| Medalha de prata  | 4    | Elizabeth Beisel | USA Estados Unidos | 4:31.27 |                 |
| Medalha de bronze | 6    | Li Xuanxu        | CHN China          | 4:32.91 |                 |
| 4                 | 3    | Katinka Hosszú   | HUN Hungria        | 4:33.49 |                 |
| 5                 | 7    | Hannah Miley     | GBR Grã-Bretanha   | 4:34.17 |                 |
| 6                 | 1    | Stephanie Rice   | AUS Austrália      | 4:35.49 |                 |
| 6                 | 8    | Caitlin Leverenz | USA Estados Unidos | 4:35.49 |                 |
| 8                 | 2    | Mireia Belmonte  | ESP Espanha        | 4:35.62 |                 |

Legenda
| Recorde mundial      | Recorde mundial (World record)               |                       | Recorde africano                      | Recorde africano (African) |                                           | Q | Classificado por posição (Qualified) |
| Recorde olímpico     | Recorde olímpico (Olympic record)            | Recorde da América    | Recorde da América (Americas)         | q                          | Classificado por melhor tempo (Qualified) |   |                                      |
| Melhor marca do ano  | Melhor marca do ano (World leading)          | Recorde asiático      | Recorde asiático (Asian)              | DNS                        | Não largou (Did not start)                |   |                                      |
| Recorde nacional     | Recorde nacional (National record)           | Recorde europeu       | Recorde europeu (European)            | DNF                        | Não terminou (Did not finish)             |   |                                      |
| Recorde pessoal      | Recorde pessoal do atleta (Personal best)    | Recorde da Oceania    | Recorde da Oceania (Oceania)          | DSQ / DQ                   | Desclassificado (Disqualified)            |   |                                      |
| Recorde da temporada | Recorde da temporada do atleta (Season best) | Recorde sul-americano | Recorde sul-americano (South America) | NM                         | Sem marca (No mark)                       |   |                                      |